# منتخب إنجلترا للكورفبال
منتخب إنجلترا للكورفبال (بالإنجليزية: England national korfball team)‏ هو ممثل المملكة المتحدة الرسمي في المنافسات الدولية في كرة السلة الهولندية
.